# A1 (Kazakistan)
La Strada nazionale A1 è una strada parzialmente a scorrimento veloce del Kazakistan.
È anche conosciuta con il nome di Ondiris Highway.

## Storia
La strada A1 fu costruita durante l'epoca sovietica, quando era denominata "A343" e nell'ultimo tratto "A342".
Dopo la caduta dell'Unione Sovietica, la strada acquisì la denominazione odierna. Nel 2006 iniziò la ricostruzione del tratto Astana - Shchuchinsk, terminata nel 2009. Nel 2014 iniziò la ricostruzione del tratto Kokshetau - Petropavl, completata solo nel 2017.

## Percorso

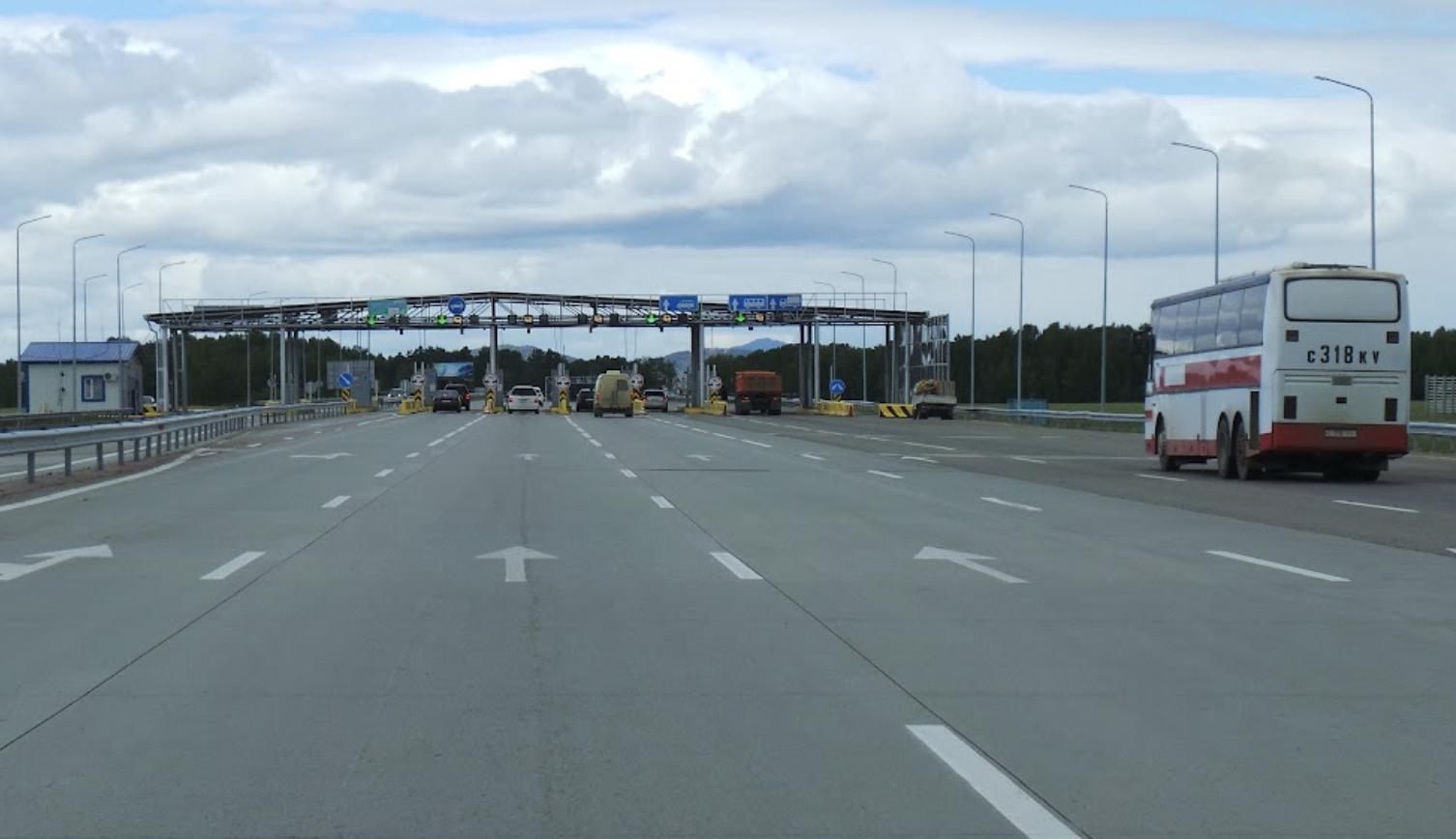
Casello di Shchuchinsk

La strada è parte della Strada europea E125 e della Strada asiatica AH64.
La strada parte dalla Circonvallazione di Astana per poi proseguire verso nord (in un tratto sottoposto a pedaggio che termina Shchuchinsk). A Shchuchinsk diventa strada a singola carreggiata, dove si può decidere di proseguire sulla strada R7 (Р7 in cirillico). La strada a singola carreggiata prosegue fino a Kokshetau vicino all'autostrada A13, dove riprende la strada a scorrimento veloce fino al termine dell'autostrada A1, ovvero a Petropavl.
Di seguito riportiamo una tabella non esaustiva (le uscite minori e gli incroci minori sono stati omessi).
| Km    | Uscita                       | Nº Uscita |
| ----- | ---------------------------- | --------- |
| 0     | Astana - Inizio A1           |           |
| 30    | Elizavetinka                 | 1         |
| 61    | Shortandy                    | 2         |
| 65    | Bapyshevka                   | 3         |
| 76    | Enbek                        | 4         |
| 88    | Akkol/R-211                  | 5         |
| 142   | Karatal                      | 6         |
| 162   | Makinka                      | 7         |
| 178   | Makinsk-Sud/R-247            | 8         |
| 181   | Makinsk-Nord/R-170           | 9         |
| 194   | Klimovka                     | 10        |
| 203   | Zhanazol                     | 11        |
| 212   | Pedaggio - Shchuchinsk       |           |
| 214   | R-223                        | 12        |
| 216   | Shchuchinsk-Sud              | 13        |
| 219   | Shchuchinsk-Centro           | 14        |
| 223   | Shchuchinsk-Nord             | 15        |
| 224   | Fine Autostrada              |           |
| 232   | R-224                        | 16        |
| 236   | Akylbay/Voronovka            | 17        |
| 249   | Kenesary                     | 18        |
| 268   | Ivanovka-Stazione            | 19        |
| 273   | Ivanovka-Centro              | 20        |
| 286   | R-232                        | 21        |
| 286,2 | Centro di Kokshetau          |           |
| 293   | Centro di Kokeshtau          |           |
| 294   | A13                          | 22        |
| 315   | Vasil'kovka                  | 23        |
| 320   | Alekseevka                   | 24        |
| 339   | Obučhovka                    | 25        |
| 347   | Dragomirovka                 | 26        |
| 351   | Ivangorod-Qazaq              | 27        |
| 358   | Bogatyrovka/Kellerovka/R-239 | 28        |
| 373   | Subbotinka/Dobrozhanovka     | 29        |
| 385   | R-249                        | 30        |
| 408   | Rublevka                     | 31        |
| 434   | Astrakhanka                  | 32        |
| 449   | Chapaevo                     | 33        |
| 453   | Beskol/A-16                  | 34        |
| 456   | Centro di Petropavl          |           |
| 456,8 | Fine della A1                |           |